# Prix John-Olerud
Le prix John Olerud est un honneur remis annuellement au joueur de baseball universitaire s'étant le plus illustré à la fois comme lanceur et comme joueur de position. En anglais, le nom complet du prix qu'on appelle usuellement John Olerud Award est John Olerud Two-Way Player of the Year Award, qu'on peut traduire comme prix du « joueur de l'année » dans les « deux directions » (two-way).
Le prix créé en 2010 par la College Baseball Foundation (en) est nommé en l'honneur de John Olerud, qui s'illustra à la fois comme lanceur et joueur de premier but avec les Cougars de Washington State, son club universitaire, avant de connaître une brillante carrière dans la Ligue majeure de baseball uniquement comme premier but.

## Liste des gagnants
| Année | Gagnant                                                       | Université                                                    | Réalisations ultérieures                                                   |
| ----- | ------------------------------------------------------------- | ------------------------------------------------------------- | -------------------------------------------------------------------------- |
| 2010  | Mike McGee                                                    | Seminoles de Florida State                                    | Joue en ligues mineures jusqu'en 2013.                                     |
| 2011  | Danny Hultzen                                                 | Cavaliers de l'université de Virginie                         | Mis sous contrat par les Mariners de Seattle.                              |
| 2012  | Brian Johnson                                                 | Gators de l'université de Floride                             | Mis sous contrat par les Red Sox de Boston.                                |
| 2013  | Marco Gonzales                                                | Bulldogs de l'université Gonzaga                              | Débute en 2014 avec les Cardinals de Saint-Louis.                          |
| 2014  | A. J. Reed (en)                                               | Wildcats de l'université du Kentucky                          | Mis sous contrat par les Astros de Houston.                                |
| 2015  | Brendan McKay (en)                                            | Cardinals de l'université de Louisville                       | Mis sous contrat par les Rays de Tampa Bay.                                |
| 2016  | Brendan McKay (en)                                            | Cardinals de l'université de Louisville                       | Mis sous contrat par les Rays de Tampa Bay.                                |
| 2017  | Brendan McKay (en)                                            | Cardinals de l'université de Louisville                       | Mis sous contrat par les Rays de Tampa Bay.                                |
| 2018  | Brooks Wilson (en)                                            | Hatters (en) de l'université Stetson (en)                     | Mis sous contrat par les Braves d'Atlanta.                                 |
| 2019  | Aaron Schunk (en)                                             | Bulldogs de l'université de Géorgie                           | Joue en ligues mineures jusqu'en 2019.                                     |
| 2020  | Non présenté ; saison annulée en cours en raison du Covid-19. | Non présenté ; saison annulée en cours en raison du Covid-19. | Non présenté ; saison annulée en cours en raison du Covid-19.              |
| 2021  | Spencer Schwellenbach (en)                                    | Cornhuskers de l'université du Nebraska à Lincoln             | Joue en ligues mineures jusqu'en 2021.                                     |
| 2022  | Paul Skenes (en)                                              | Falcons de l'académie de la Force aérienne des États-Unis     | Reste éligible pour jouer pour les Falcons tout au long de la saison 2024. |